# Hassan Taghizadeh
Sayyed Hasan Taghizadeh (persiska: سید حسن تقی‌زاده), född 27 september 1878 i Tabriz, Iran, död 28 januari 1970 i Teheran, Iran, var en iransk iranist, politiker, diplomat under qajarerna och under Pahlavidynastin, både under Reza Pahlavi och Mohammad Reza Pahlavi. 

## Politisk karriär
Taghizadeh var anhängare av sekularism och ansåg att Iran måste europeiseras för att bli en modern konstitutionell demokrati.
Han var Irans utrikesminister (1926) och parlamentsledamot i första, andra och tredje parlamentet (majles). Han verkade som Irans ambassadör till Frankrike 1933–1935 och Storbritannien 1941–1947. 

## Studier om persiska kalendern
Taghizadehs studier om den persiska kalendern är hans viktigaste bidrag till iranistiken.